# 瑞士聯邦憲法
現今的瑞士聯邦憲法（德語：Bundesverfassung der Schweizerischen Eidgenossenschaft），為瑞士的第三版憲法，此憲法於1999年4月18日經由公民投票通過，取代了1878年所制定的版本。其中將「瑞士邦聯」明定為一個由26州所組成的聯邦共和國，並記載了人民、聯邦政府，以及各州的權利與義務。

## 外部連結
- Authoritative German （页面存档备份，存于）, French （页面存档备份，存于） and Italian （页面存档备份，存于） texts of the Swiss Federal Constitution.
- Non-authoritative translations of the Constitution in Romansh, Spanish, Portuguese, Arabic, Japanese and Nepalese.